# 塞亚克 (卢瓦-谢尔省)
塞亚克（法語：Seillac，法語發音：[sɛjak]）是法国卢瓦-谢尔省的一个旧市镇，位于该省西部，属于布卢瓦区。2017年1月1日，塞亚克和相邻的另外两个市镇合并为新市镇锡斯河畔瓦卢瓦尔（Valloire-sur-Cisse）。

## 地理
塞亚克（47°32'42"N, 1°9'26"E）面积9.58 平方千米，位于法国中央-卢瓦尔河谷大区卢瓦-谢尔省，该省份为法国中北部省份，北起厄尔-卢瓦省，东北接卢瓦雷省，东南接谢尔省，南至安德尔省，西南接安德尔-卢瓦尔省，西北接萨尔特省。
与塞亚克接壤的市镇（或旧市镇、城区）包括：锡斯河畔尚邦、库朗日、翁赞、奥尔谢斯、桑特奈。

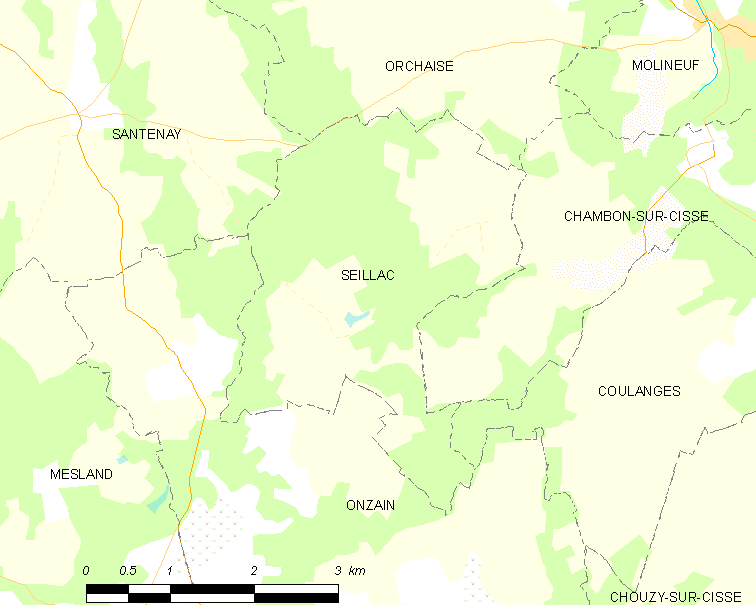
的OSM定位图

塞亚克的时区为UTC+01:00、UTC+02:00（夏令时）。

## 行政
塞亚克的邮政编码为41150，INSEE市镇编码为41240。

## 政治
塞亚克所属的省级选区为卢瓦尔河畔沃赞县。

## 人口

1962-2008年间人口变化图示

塞亚克于2018年1月1日时的人口数量为110人。